# 정재완
정재완(鄭在浣, 1900년 1월 2일 ~ 1967년 1월 27일)은 대한민국의 독립운동가, 정치인이었다.
전라남도 여수시에서 출생하였다. 일본 도요 대학 독철학과를 졸업하고 독립운동에 참가하였으며, 여수군수 및 여수일보 사장을 지냈으며, 도덕재무장세계대회한국대표, 제2대 ~ 제5대 민의원의원을 역임하였다.(4선 의원)

## 역대 선거 결과
|  | 43.64% |

|  | 41.59% |

|  | 59.27% |

|  | 38.46% |

## 참고자료
- 정재완 - 대한민국헌정회